# Ammunition

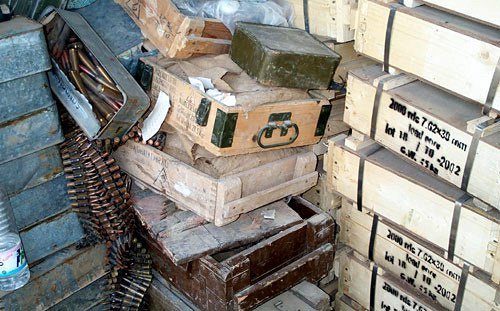
Ammunitionslager i Bagdad.

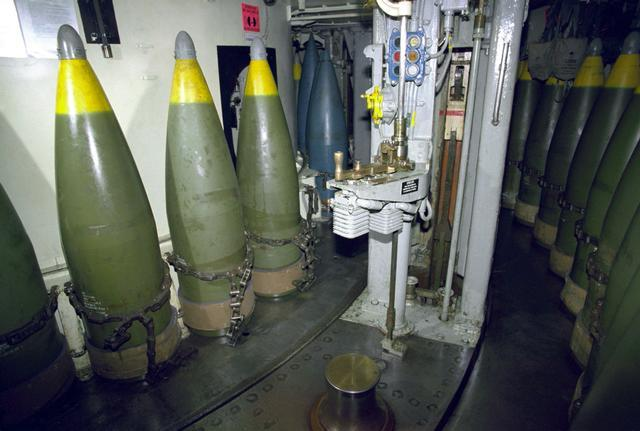
Projektiler på ett slagskepp med en vikt på cirka 900 kg

Ammunition (från franska: la munition, av latin: munire, "förse", eller munitia, "befästa") är materiel avsett att rikta kraft mot ett objekt med syfte att oskadliggöra det.
Ur militär synvinkel räknas till ammunition projektiler, patroner, drivämnen (krut), tändmedel, sprängämnen, minor, bomber, robotar, raketer och liknande. 
Materiel som för övningsändamål efterliknar olika ammunitionseffekter betraktas ej som ammunition. Till exempel barlastad ammunition som är en övningsammunition med samma vikt och drivladdning som ammunition men utan sprängladdning i projektilen. 

## Typexempel
Listan innehåller även ammunitionskomponenter:

- brenneke
- bomb
- druvhagel
- explosivämne
- flechette
- flygbomb
- flygtorped
- fullprojektil
- försvarsladdning
- granat
- handgranat
- kanonkula
- kartesch
- krut
- kula
- mina
- minröjningsmateriel
- minröjningsorm
- pansarskott
- raket
- raketmotor
- robot
- sjömina
- slugg
- sprängmedel
- sprängämne
- torped
- tändmedel
- tändrör

## Hyponymer

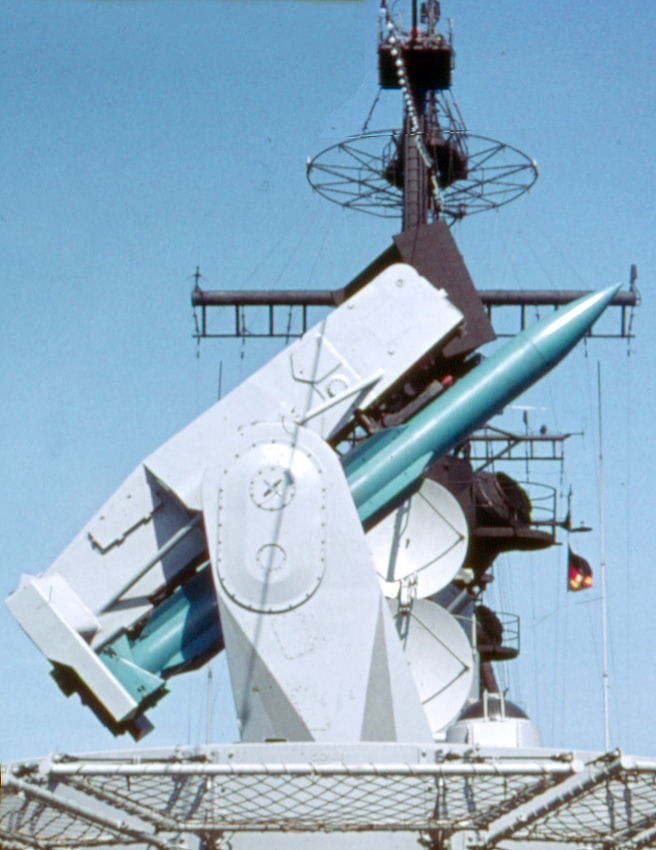
Blind robot

- blind ammunition
- dum ammunition
- exercisammunition
- gördlad ammunition
- kulammunition
- lysammunition
- lös ammunition
- mantlad ammunition
  - helmantlad ammunition
  - halvmantlad ammunition
  - omantlad ammunition
- multipelammunition
- pansarsprängammunition
- pansarbrytande ammunition
- precisionsstyrd ammunition
- reviderad ammunition
- rökammunition
- spårljusammunition
- övningsammunition

## Innehav av ammunition (Sverige)
Föreningars och privatpersoners innehav av ammunition regleras av vapenlagen. För köp och innehav av ammunition krävs vapenlicens för ett vapen i den aktuella kalibern, alternativt kan man erhålla särskilt tillstånd för ammunition. Från juridisk synpunkt betraktas inte projektiler, krut eller tomma hylsor som ammunition. Innehav och försäljning berörs därför inte av vapenlagen. Ammunition skall förvaras under lås.